# Guarijío (volk)
De Guarijío (Guarijío: macurawe) zijn een indiaans volk woonachtig in de staten Chihuahua en Sonora in Mexico. Er leven 2.844 Guarijío in Mexico.
De Guarijío leven in de Westelijke Sierra Madre in het noordwesten van Mexico. Ze spreken een Uto-Azteekse taal en zijn zeer nauw verwant aan de Tarahumara. Zij werden in 1620 voor het eerst door Spaanse missionarisen beschreven.